# Manhusz
Manhusz (ukr. Мангуш) – osiedle typu miejskiego w obwodzie donieckim na Ukrainie, do 2020 roku siedziba władz rejonu manhuszskiego.
W 2001 r. ludność osiedla liczyła 8468 mieszkańców.